# John Lockwood Wilson

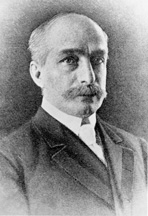
John Lockwood Wilson

John Lockwood Wilson (* 7. August 1850 in Crawfordsville, Indiana; † 6. November 1912 in Washington, D.C.) war ein US-amerikanischer Politiker, der den Bundesstaat Washington in beiden Kammern des Kongresses vertrat.

## Frühes Leben
John L. Wilson wurde als eines von vier Kindern von James Wilson, einem Kongressabgeordneten aus Indiana, und dessen Frau Emma geboren. Er hatte noch zwei Brüder sowie eine Schwester, die aber bereits als Säugling verstarb. Nach dem Besuch der Schule diente Wilson als Laufbursche im Sezessionskrieg und erlangte danach, 1874, seinen Abschluss am Wabash College in Crawfordsville. Vier Jahre später erhielt Wilson seine Zulassung als Rechtsanwalt und praktizierte daraufhin in seiner Geburtsstadt Crawfordsville.

## Politische Karriere
Im Jahr 1880 wurde Wilson als Parteimitglied der Republikaner ins Repräsentantenhaus von Indiana gewählt, ein Mandat, welches er allerdings nur wenige Monate ausübte. 1882 wurde Wilson von US-Präsident Chester A. Arthur in das Washington-Territorium entsandt. Hier sollte er im Auftrag Arthurs bis 1887 in Spokane Falls sowie in der Kleinstadt Colfax als Steuereinnehmer tätig sein.
Wilson wurde 1889 als erster Abgeordneter des neuen Bundesstaates Washington ins Repräsentantenhaus der Vereinigten Staaten gewählt, wo er vom 20. November 1889 bis 18. Februar 1895 amtierte. Im Jahr 1895 wurde Wilson zum US-Senator gewählt, um so eine Vakanz jenes Sitzes von zwei Jahren zu beenden. Wilsons Amtszeit endete am 3. März 1899, da er die Wiederwahl ein Jahr zuvor verloren hatte. Wilson gilt heute als umstrittener Politiker, da er von 1895 bis zu seinem Ausscheiden aus dem Senat 1899, Vorsitzender des Komitees zur Plünderung der Indianer (Committee on Indian Depredations) gewesen war.

## Privatleben
Noch in Indiana heiratete Wilson am 5. Dezember 1883 Edna Hartman. Das Paar hatte eine gemeinsame Tochter.
Nach seiner Politikerlaufbahn ging Wilson ins Zeitungsgeschäft, als er Herausgeber der Tageszeitung Seattle Post-Intelligencer wurde. Er starb im November 1912 und liegt auf dem Friedhof seiner Geburtsstadt Crawfordsville begraben.